# Museo Suizo de Transporte

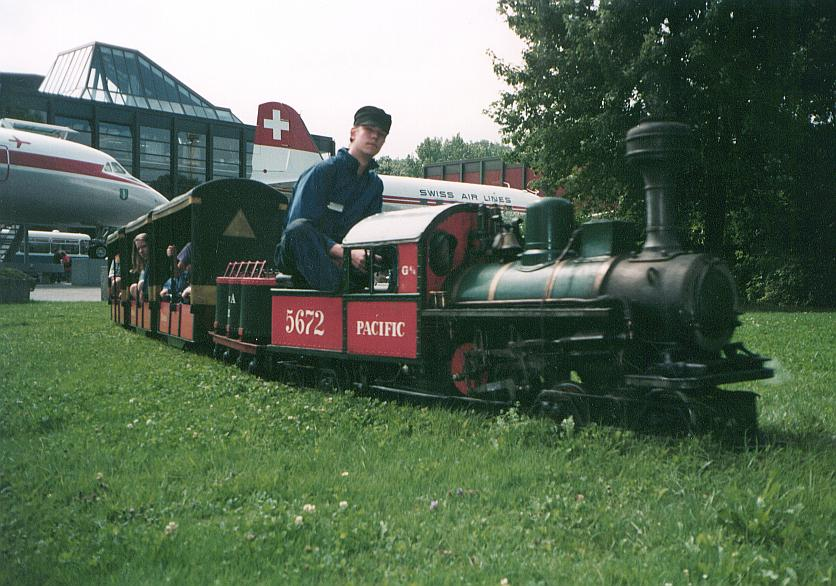
El ferrocarril del jardín del museo

El Museo Suizo de Transporte (en alemán Verkehrshaus der Schweiz o VHS) es un museo ubicado en Lucerna, Suiza, dedicado al transporte y las comunicaciones. Es el museo más visitado de Suiza. Cuenta con una gran colección de locomotoras, automóviles, barcos y aviones, así como exposiciones sobre las telecomunicaciones. El operador del museo es la Asociación del museo suizo de transporte (Verein Verkehrshaus der Schweiz).

## Historia
El museo nació bajo la idea de ser un museo dedicado a los ferrocarriles. En 1942 el museo fue fundado con sede en Zúrich con la participación de SBB y el servicio postal suizo, ferrocarriles privados y organizaciones de transporte, así como grandes empresas e industrias. Sin embargo, puesto que no se pudo encontrar un lugar idóneo en Zúrich para construir el museo según lo planeado, la ciudad de Lucerna ofreció a la asociación un terreno de 40.000 m² para realizar tal fin.
En el año 1957 se iniciaron los trabajos de construcción, con el apoyo financiero de la asociación, la ciudad y el cantón de Lucerna. El 1 de julio de 1959 fue inaugurado el museo y pronto se convirtió en uno de los más populares museos de Suiza.

## Exposiciones
El museo cuenta con las siguientes exposiciones:
- Transporte ferroviario: esta colección ofrece vehículos ferroviarios suizos, el sitio de construcción del Túnel de San Gotardo de 1875, simuladores, películas y estaciones de información.

- Transporte vial: colección de carruajes, motocicletas, bicicletas y automóviles. Hay también un simulador de Fórmula 1 y simuladores de seguridad vial.

- Viajes aéreos y espaciales: El museo cuenta con más de 30 aviones y aparatos voladores, además de simuladores de vuelo.

- Botes, funiculares y turismo: recuento de la historia del transporte naviero en Suiza. Desde un modelo en escala 1:1 de un barco de vapor, hasta barcos originales modernos.

- Comunicación: el museo muestra las bases de las telecomunicaciones y su técnica. También cuenta con un estudio de radio y televisión.

## Atracciones
El museo alberga cuatro atracciones adicionales a las exposiciones de transporte:
- Planetario: el planetario del museo de transporte es el mayor de Suiza.

- Cine IMAX: este es el único cine de este tipo en Suiza. Tiene presentaciones diarias de distintas películas en formato IMAX.

- Hans-Erni-Haus: gran exposición de artistas originarios de Lucerna.

- Swissarena: un piso que representa el mapa completo de Suiza en una escala 1:20.000. El mapa tiene una superficie de 200m².